# Nat Fein

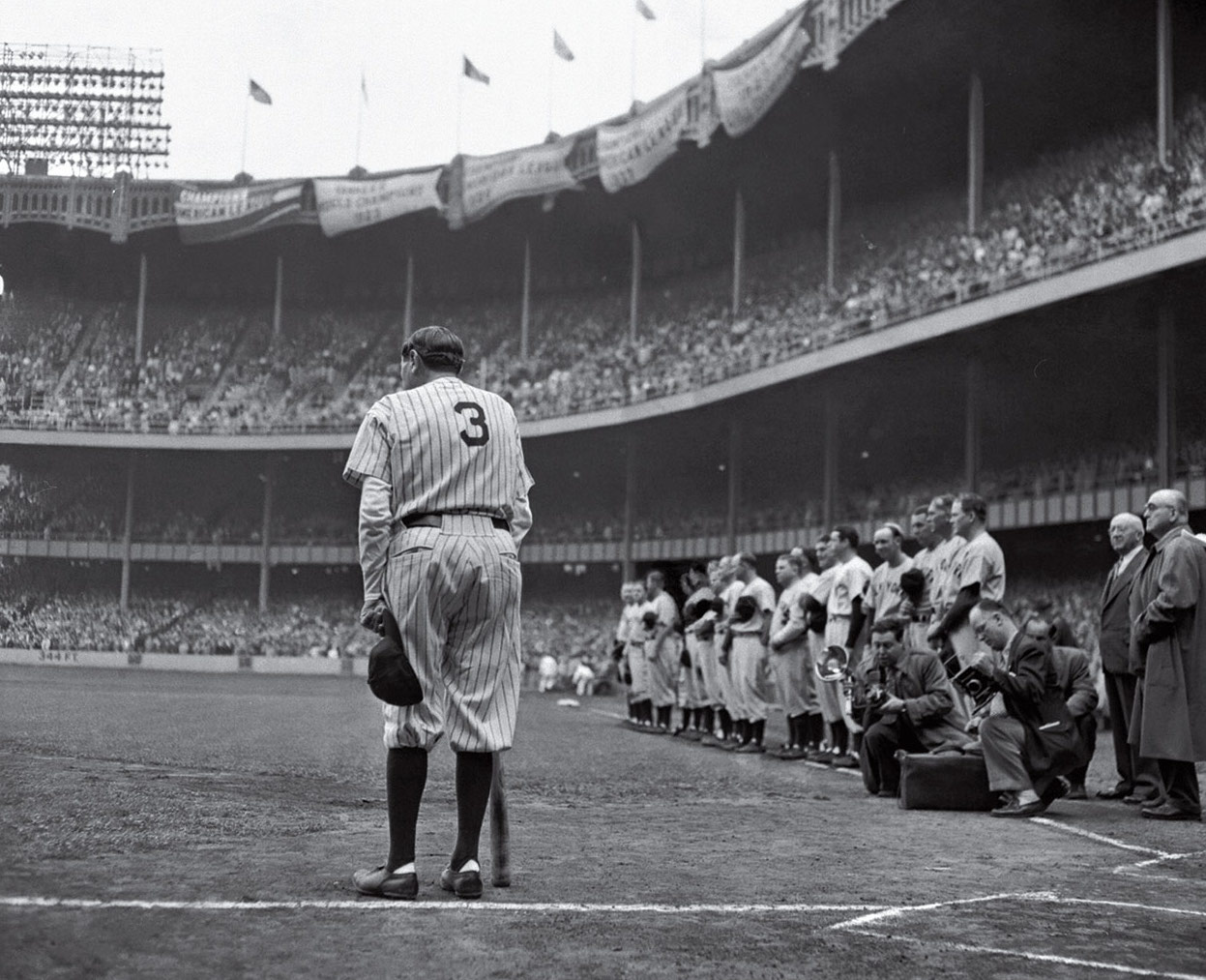
Feinova slavná fotografie The Babe Bows Out sportovce Babe Rutha oceněná Pulitzerovou cenou

Nathaniel Fein (7. srpna 1914, Manhattan – 26. září 2000, Westwood) byl americký fotograf, který 33 let fotografoval pro New York Herald Tribune. Je nejznámější tím, že fotografoval baseballového hráče Babe Rutha na konci jeho života a v roce 1949 získal Pulitzerovu cenu za fotografii The Babe Bows Out.

## Životopis
Fein se narodil a vyrůstal na Lower East Side na Manhattanu. Byl fotožurnalistou redakce New York Herald Tribune od roku 1933 do roku 1966. Mezi celou řadu osobností veřejného života, které fotografoval, patřili například Albert Einstein, Ty Cobb, královna Elizabeth a Harry S. Truman. Získal více ocenění za své novinářské fotografie než kdokoli z jeho současníků. Ačkoli je považován za jednoho z největších novinářských fotografů, nejvíce se proslavil jako autor „nejslavnější fotografie v historii sportu“ (The New York Times, 1992). Feinův snímek Babe Ruth byl prvním sportovním snímkem, který získal Pulitzerovu cenu.
Fein zemřel v Tappanu v New Yorku 26. září 2000 ve věku 86 let.

## Babe Ruth
Dne 13. června roku 1948 Fein pořídil fotografii s názvem The Babe Bows Out, která získala Pulitzerovu cenu za fotografii. Je na ní baseballový hráč Babe Ruth, jak se na stadionu Yankee opírá o pálku v dresu číslo 3. V té době již deset let nesportoval, bojoval s rakovinou v posledním stádiu, dva měsíce před svou smrtí.

## Další subkjetky
Nat Fein byl známý tím, že kvůli vhodné kompozici šplhal po budovách a mostech, aby získal snímek, který požadoval. Feinovým hlavním tématem byl New York po druhé světové válce.
Fein také fotografoval významné osobnosti, jako byli například: Dwight D. Eisenhower, Omar Bradley, William Westmoreland, Eleanor Roosevelt, Albert Einstein, Albert Schweitzer, Marilyn Monroe nebo Carl Sandburg.